# Conca Fallata
La Conca Fallata è una conca di navigazione che si trova a Milano lungo il Naviglio Pavese. È la seconda chiusa dopo la Conchetta e copre un salto di 4,80 m. 

## Storia

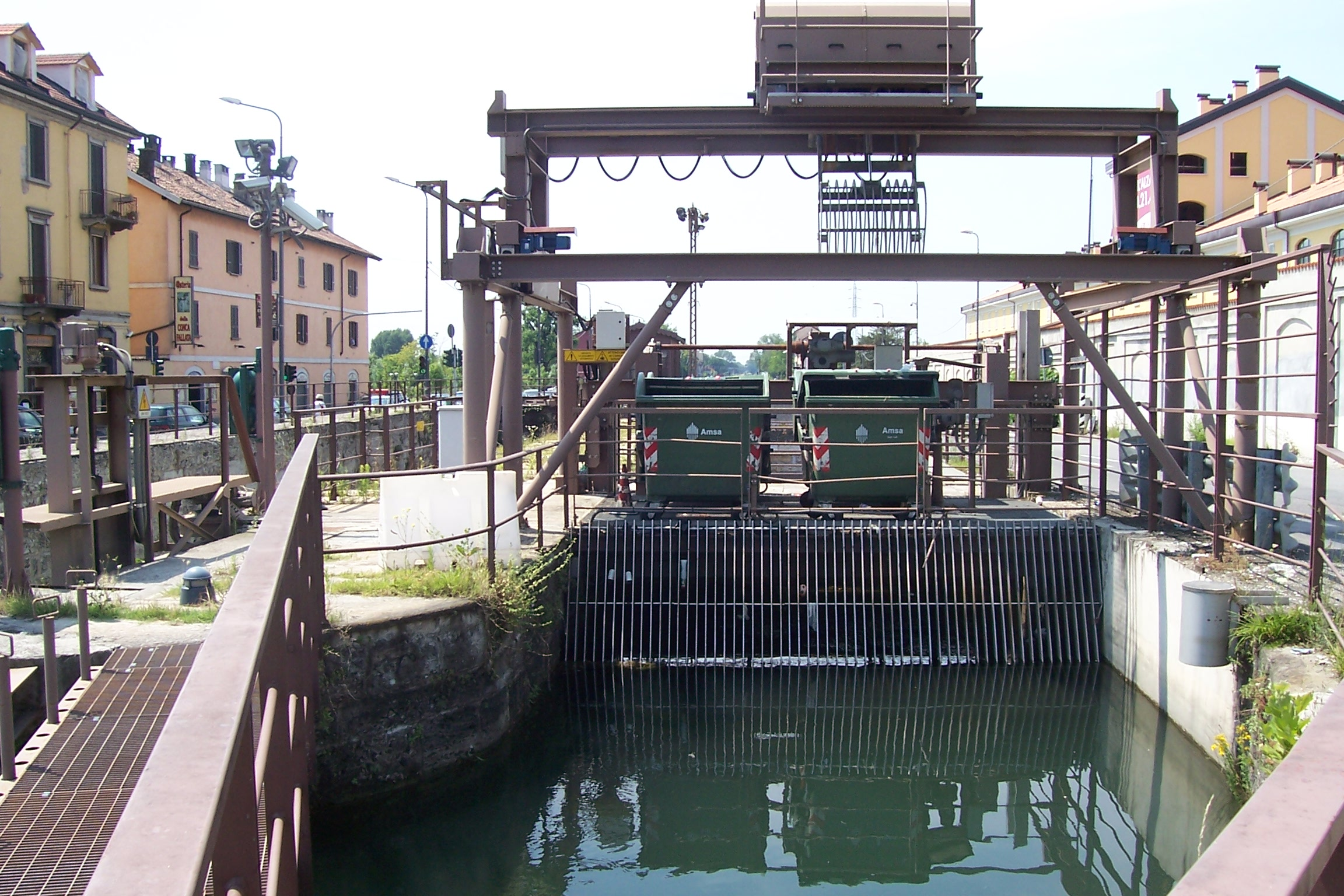
Sopra a uno dei canali artificiali che costituiscono la Conca Fallata si possono vedere le sovrastrutture della centrale idroelettrica

Realizzata a fine del XVI secolo, fu chiamata dai milanesi "fallata", cioè "sbagliata", perché, a loro dire, venne pensata e realizzata inutilmente. Secondo i milanesi un'altra conca non serviva, dato che erano sufficienti quelle già presenti. 
Molto probabilmente questa avversione verso la Conca Fallata risiedeva nel fatto che i milanesi mal digerirono le tasse messe dal governo per finanziare la costruzione di questo nuovo impianto idraulico. Il termine "Conca Fallata" diventò poi anche il nome del quartiere circostante. 
In seguito, a partire dagli anni quaranta del XIX secolo, il salto d'acqua della Conca Fallata iniziò a essere sfruttato per produrre energia idroelettrica, energia che era utilizzata dalle Cartiere Ambrogio Binda, che sorgevano nei pressi di questo impianto idraulico. 
Questa azienda, che era tra le maggiori cartiere d'Italia, sfruttava anche un analogo salto d'acqua presente lungo il Lambro Meridionale, che scorre non lontano. Il Naviglio Pavese forniva poi alle Cartiere Ambrogio Binda uno dei mezzi di trasporto per i propri prodotti.